# جورج باولي
جورج باولي (بالسويدية: Georg Pauli)‏ هو رسام ومؤلف سويدي، ولد في 2 يوليو 1855 في Jönköpings Kristina församling ‏ في السويد، وتوفي في 28 نوفمبر 1935 في Botkyrka parish ‏ في السويد.

## معرض صور

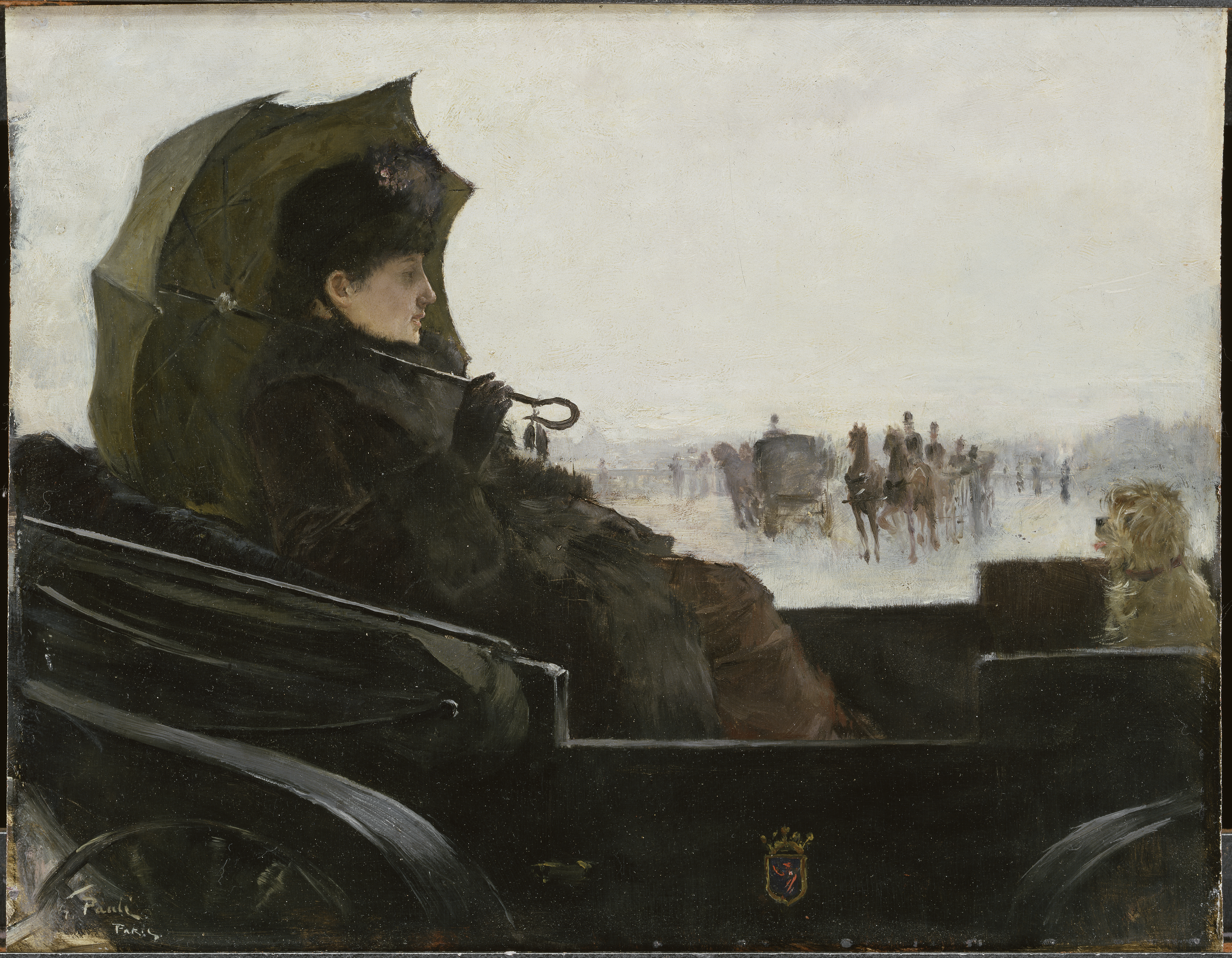
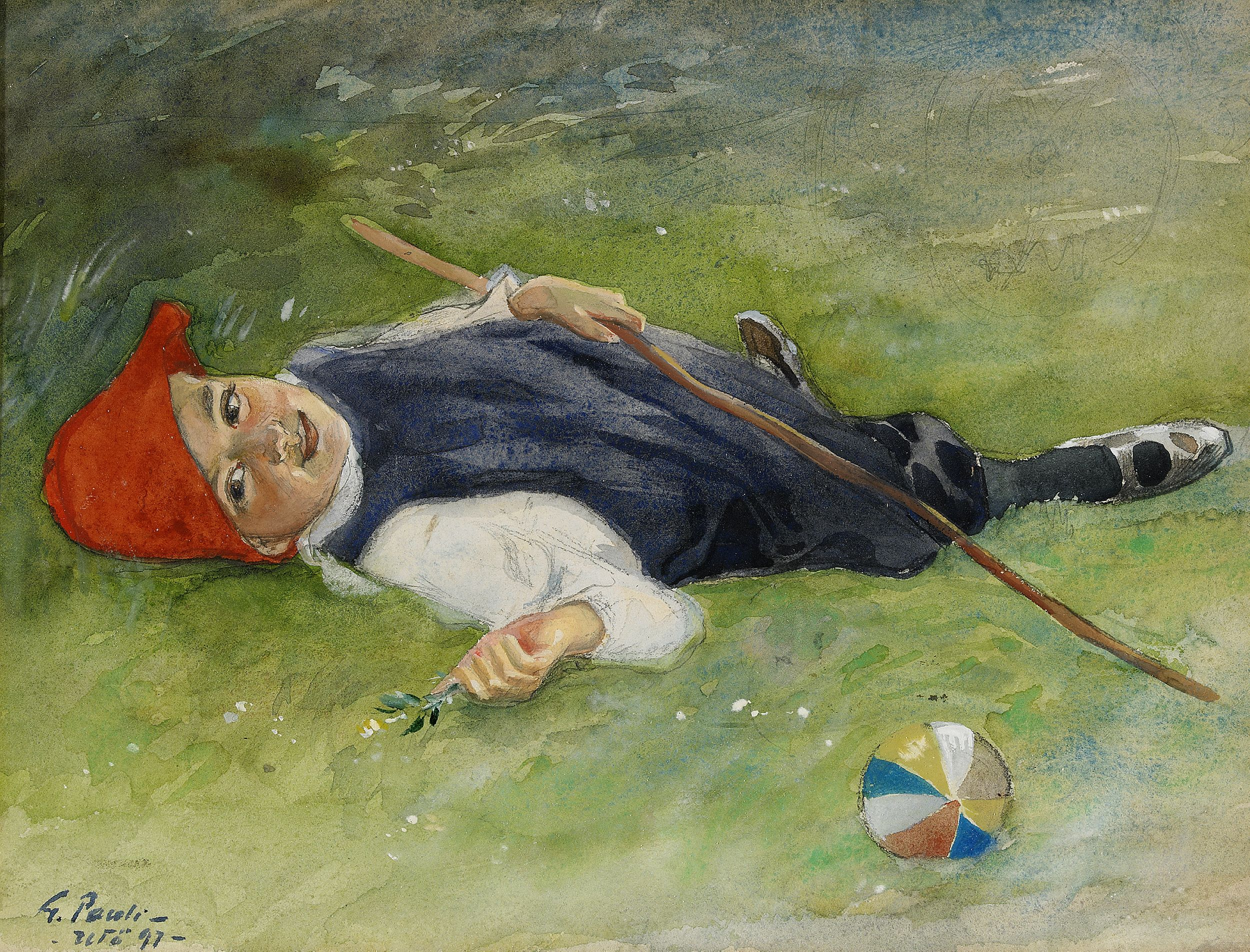
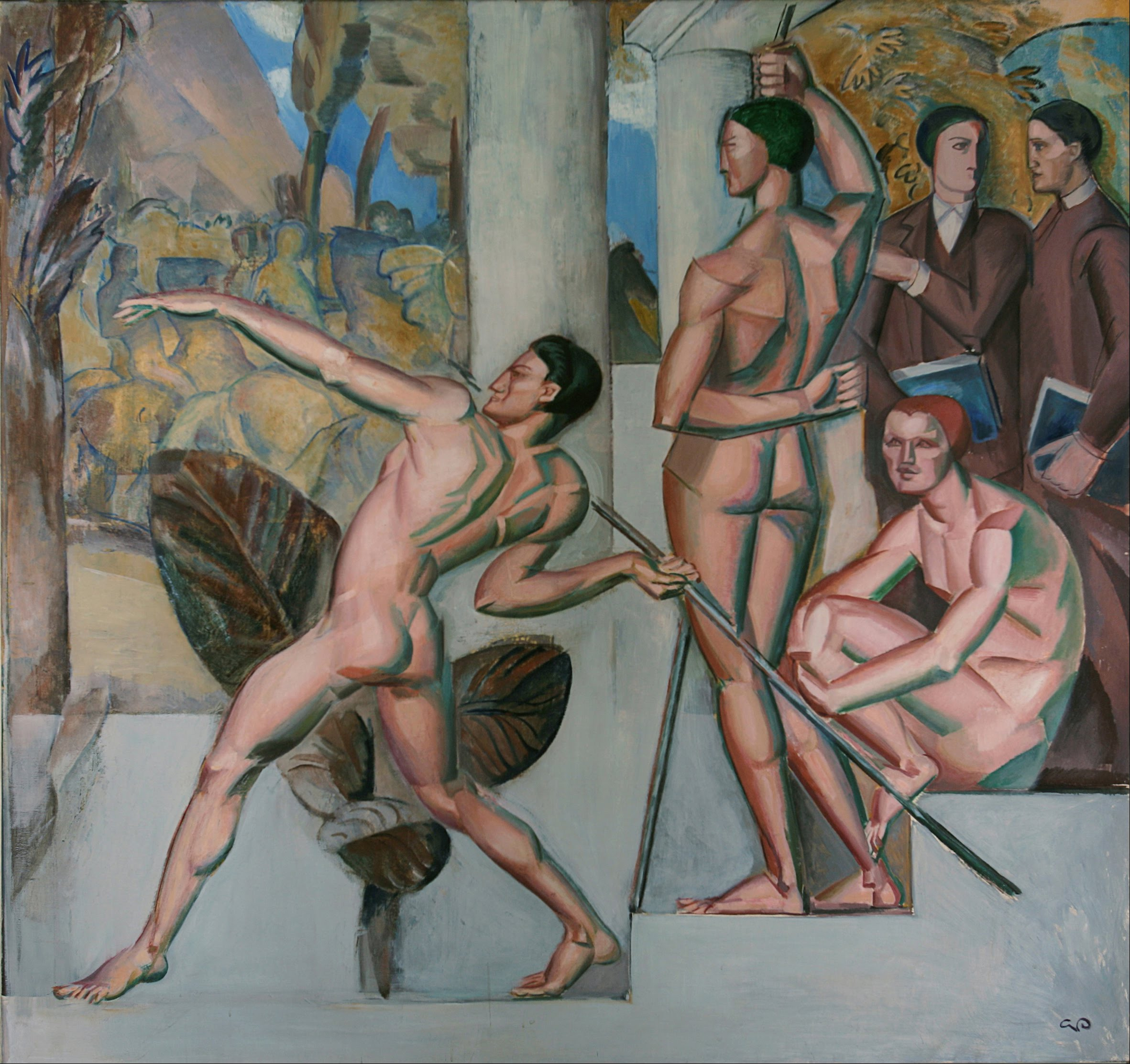
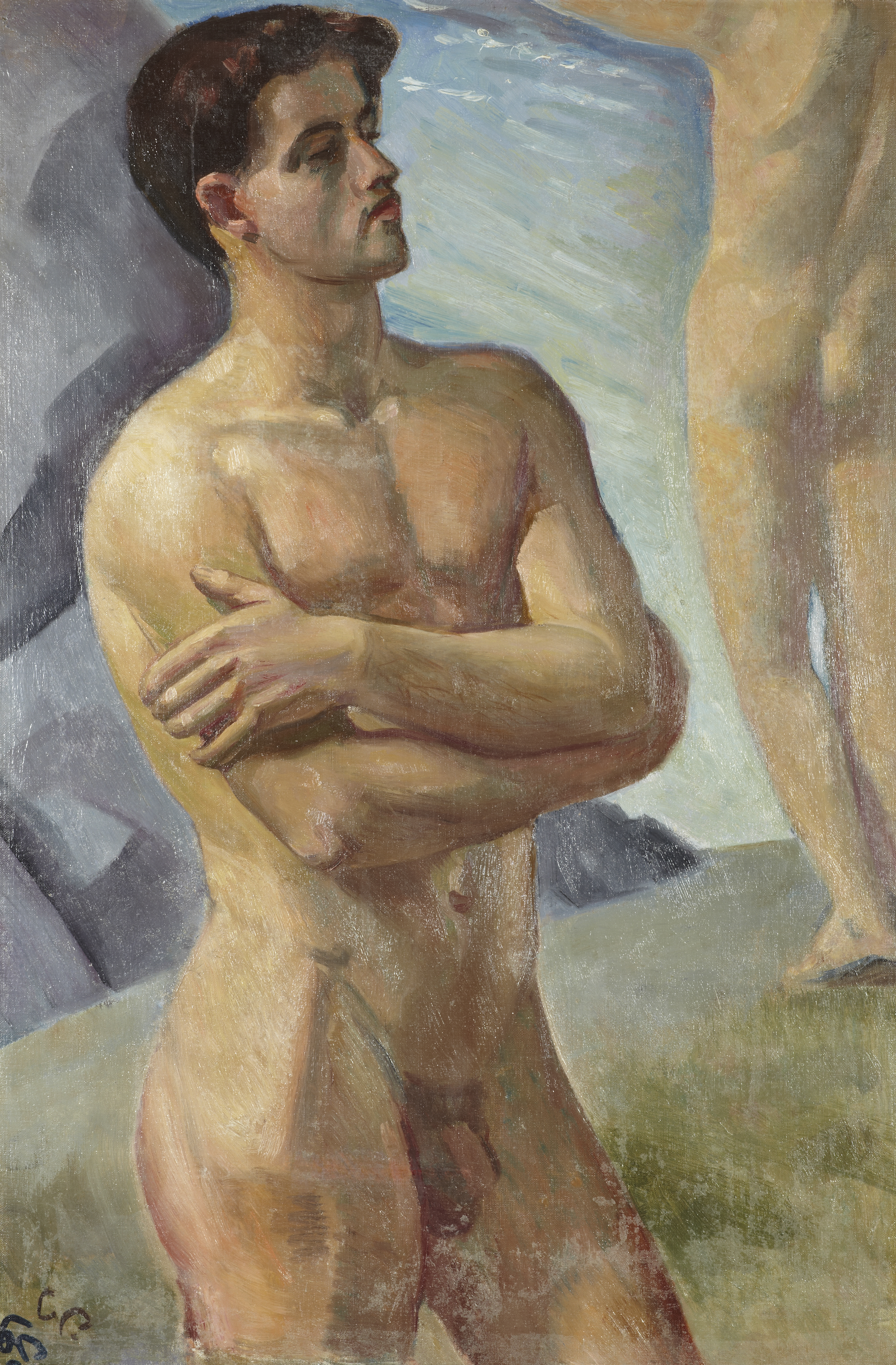